# آخرنا: الجزء الأول (لعبة فيديو 2022)
ذا لاست أوف أس: الجزء الأول (بالإنجليزية: The Last of Us Part I) هي لعبة فيديو أكشن ومغامرات ورعب البقاء، أصدرت بتاريخ 2 سبتمبر، 2022 على منصة بلاي ستيشن 5، ومايكروسوفت ويندوز، وهي إعادة إنشاء اللعبة الأصلية التي صدرت على بلاي ستيشن 3، وبلاي ستيشن 4، وهي من تطوير ستوديو نوتي دوغ، ونشر سوني إنتراكتيف إنترتينمنت.

## مميزات
تتميز اللعبة لعدة أسباب:
1. تم إعادة تصميم اللعبة بالكامل من الصفر، سواء من ناحية التصميم أو تحسين شكل الشخصيات.
2. تسهيل طريقة اللعب لذوي الاحتياجات الخاصة.[3]
3. مراجعة المطورين لنسخة اللعبة الأصلية ومقارنتها مع تطوير اللعبة بتقنية متقدمة.

## الموقع الخارجي
- الموقع الرسمي
 (الإنجليزية)